# Quaqua framesii
Quaqua framesii är en oleanderväxtart som först beskrevs av Neville Stuart Pillans, och fick sitt nu gällande namn av Peter Vincent Bruyns. Quaqua framesii ingår i släktet Quaqua och familjen oleanderväxter. Inga underarter finns listade i Catalogue of Life.